# Isole
Ne doit pas être confondu avec Issole.
Pour les articles homonymes, voir Isole (homonymie) et Isolement (homonymie).
L'Isole est une rivière de 48 km de long qui traverse le Morbihan et le Finistère en Bretagne avant de se jeter dans la Laïta.

## Hydronymie
L'Isole est citée sous la forme Idola au XIIe siècle.

## Description

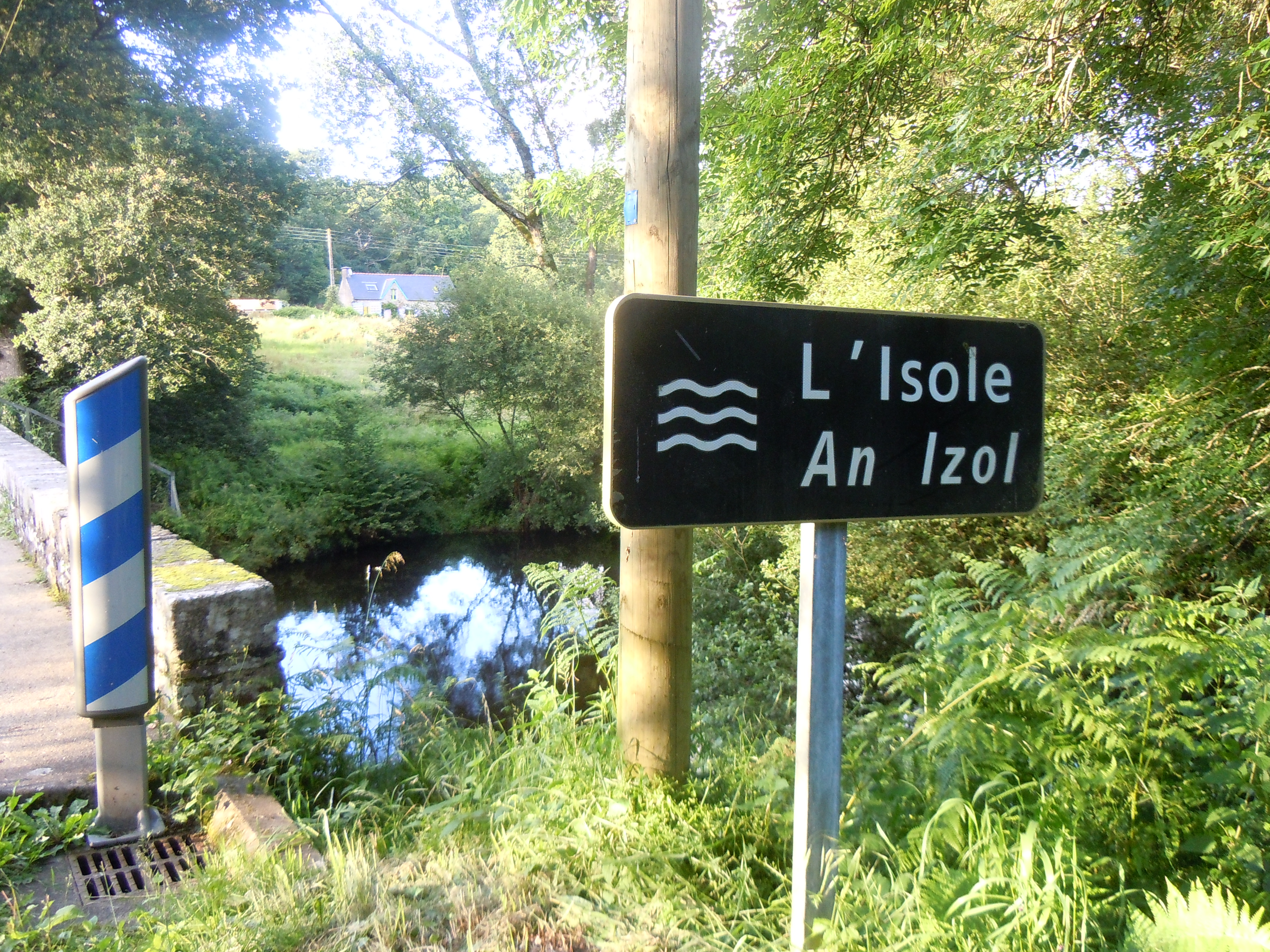
Panneau routier bilingue indiquant la présence du cours d'eau.

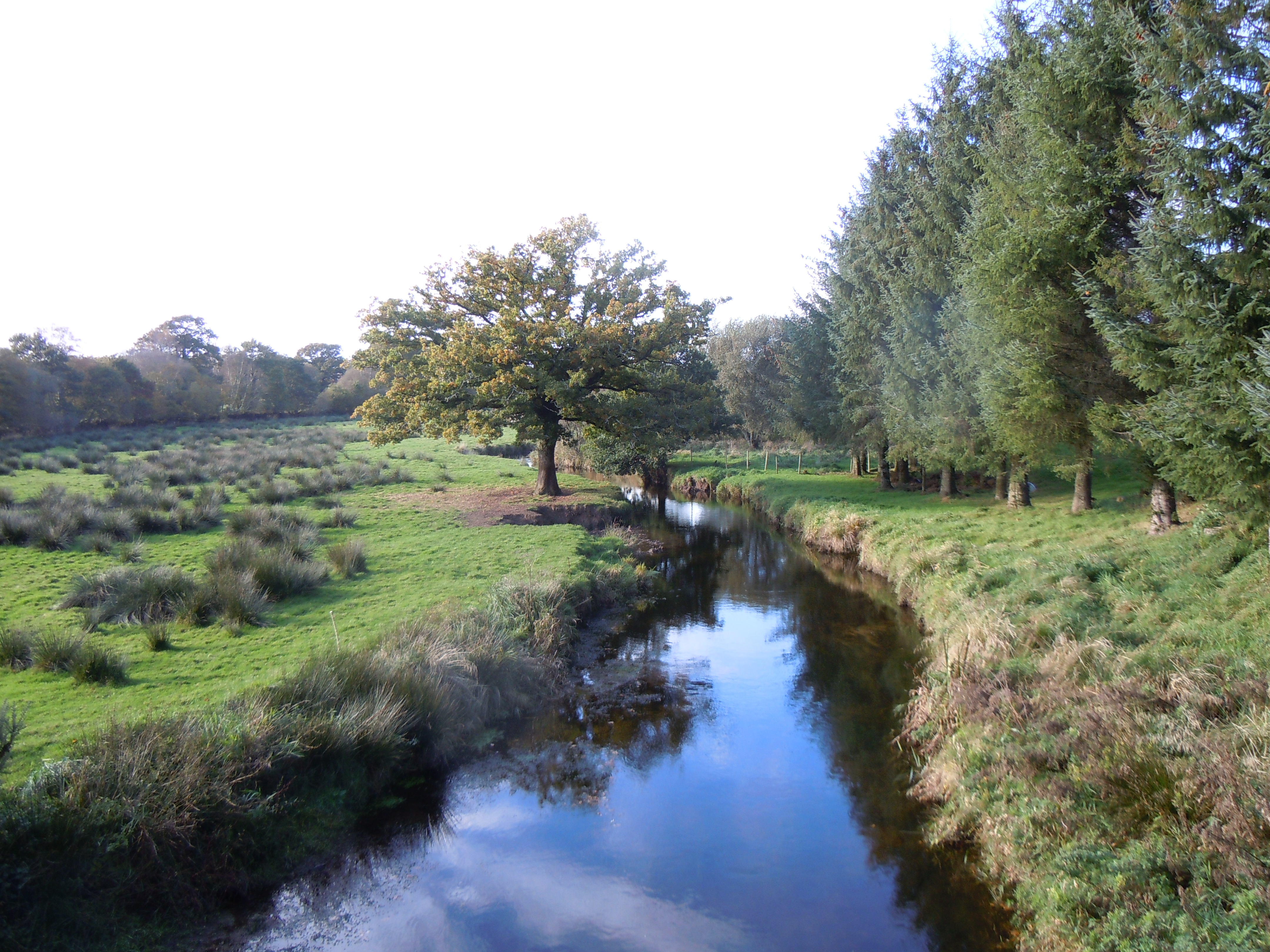
L'Isole au Pont Penvern en Scaër.

### Cours de la rivière
L'Isole prend sa source au flanc des montagnes Noires, à 170 mètres d'altitude, à 1,5 km au nord du bourg de Roudouallec dans le Morbihan. La rivière se dirige vers le sud. Elle longe la limite communale avec Leuhan, puis traverse la commune de Scaër puis longe le territoire des communes de Bannalec, Saint-Thurien, Querrien, Mellac et Tréméven et enfin traverse Quimperlé où elle conflue avec la rivière Ellé pour former la Laïta.
Son cours est très sinueux et décrit de nombreux méandres. À la hauteur de la forêt de Cascadec, sur la commune de Scaër, elle a creusé de profondes gorges. Elle passe de 143 mètres à Cascadec, à 92 mètres, 4 km plus loin, s'apparentant sur ce parcours, plus à un petit torrent.

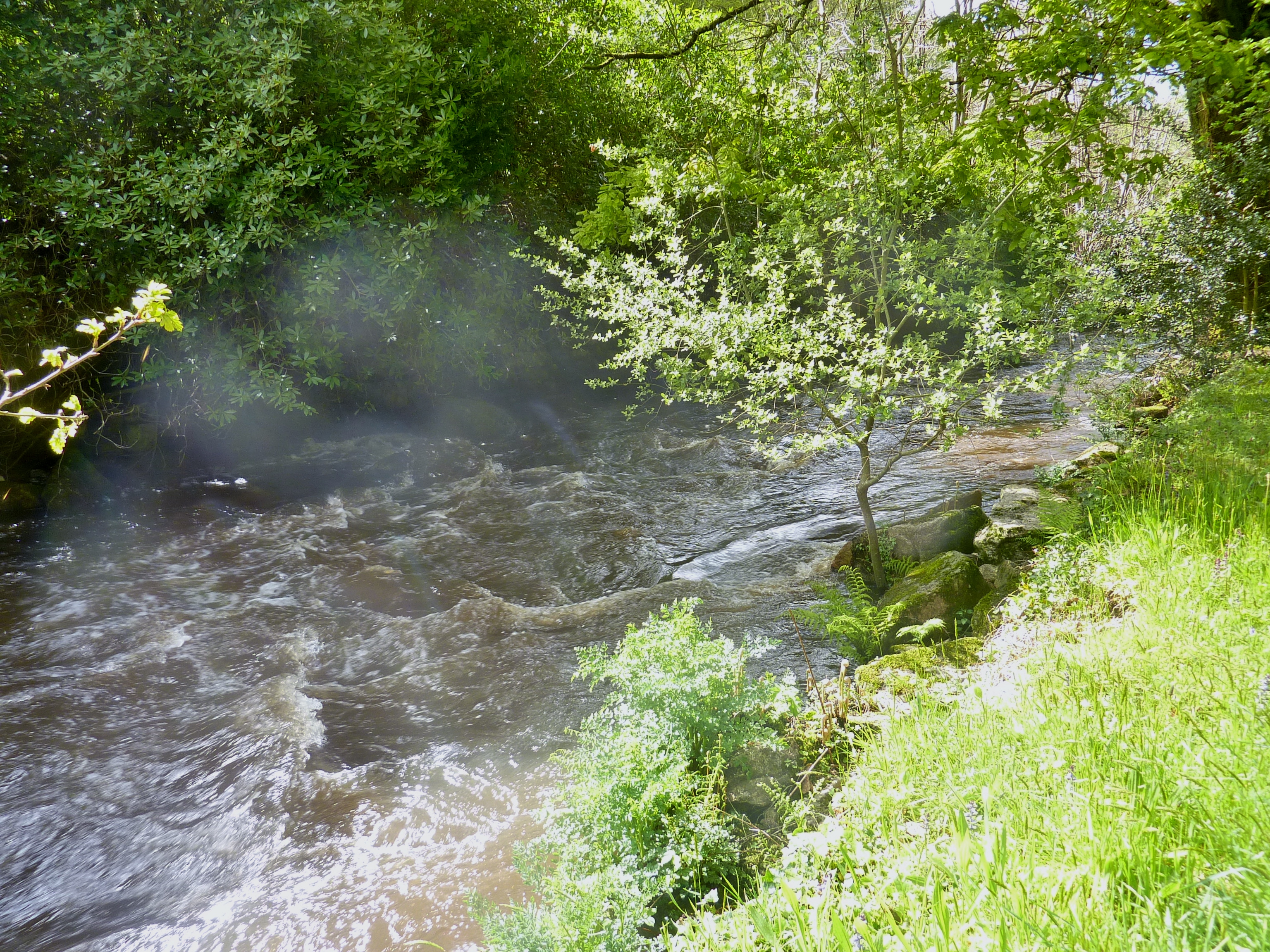
La rivière Isole à Cascadec en Scaër.

### Affluents
Le SANDRE recense 32 affluents de l'Isole d'une longueur égale ou supérieure à 1 km dont 9 dépassent les 5 km . La rivière ne possède  pas d'affluents ayant une importance significative. Il s'agit uniquement de longs ruisseaux. Le plus long d'entre eux ne mesure que  8,3 km et ne porte pas de nom. Il prend sa source au sud du hameau de Bothalec en Querrien et se jette dans l'Isole un peu en amont de Pont ar scluz. Les anciens moulins de Kervelenez et de Moguel sont situés sur son cours.
Les autres ruisseaux d'une certaine importance ayant un nom sont d'amont en aval : 

#### Rive droite
- le Ster en Dreucheu, long de 2,1 km
- le ruisseau de Kerlan, long de 6,1 km

#### Rive gauche
- le ster Pouldut, long de 2,2 km
- le ruisseau de Goarem Clujiry, long de 6,2 km
- le ruisseau de Kerlavarec, long de 5,1 km
- le ruisseau de Saint Jean, long de 5,0 km
- le ruisseau de Saint Eloi , long de 5,6 km
- le Donic, long de 7,4 km

### Implantations industrielles
La papeterie de Cascadec à Scaër, (propriété du groupe Bolloré, puis du groupe Glatfelter) installée au bord de l'Isole depuis la fin du XIXe siècle, produit des papiers fins en utilisant l'eau de la rivière.
En 1932, la construction d'une centrale hydroélectrique sur l'Isole, utilisant une chute d'eau de 51,40 mètres grâce à un barrage construit au lieu-dit "Le Roch" et permettant une production électrique annuelle de 8 millions de kilowatts est décidée. L'aménagement comprend une prise d'eau partant du barrage, installée sur la rive droite de l'Isole, capable de prélever 5 000 litres d'eau par seconde et un canal d'amenée en tunnel long de 1315 mètres, prolongé par une partie à ciel ouvert de 610 mètres de long. Cette installation est à cheval sur les communes de Scaër, Saint-Thurien et Bannalec.
Une conserverie, la conserverie Peny, propriété du groupe agroalimentaire CECAB, installée depuis 1964 sur les rives de la rivière à Pont Helec, à cheval sur les communes de Bannalec et Saint-Thurien, produit des conserves de légumes et des plats cuisinés.
À Quimperlé, sur le site de Kerisole, les papeteries de Mauduit produisent aussi du papier.

### Ponts

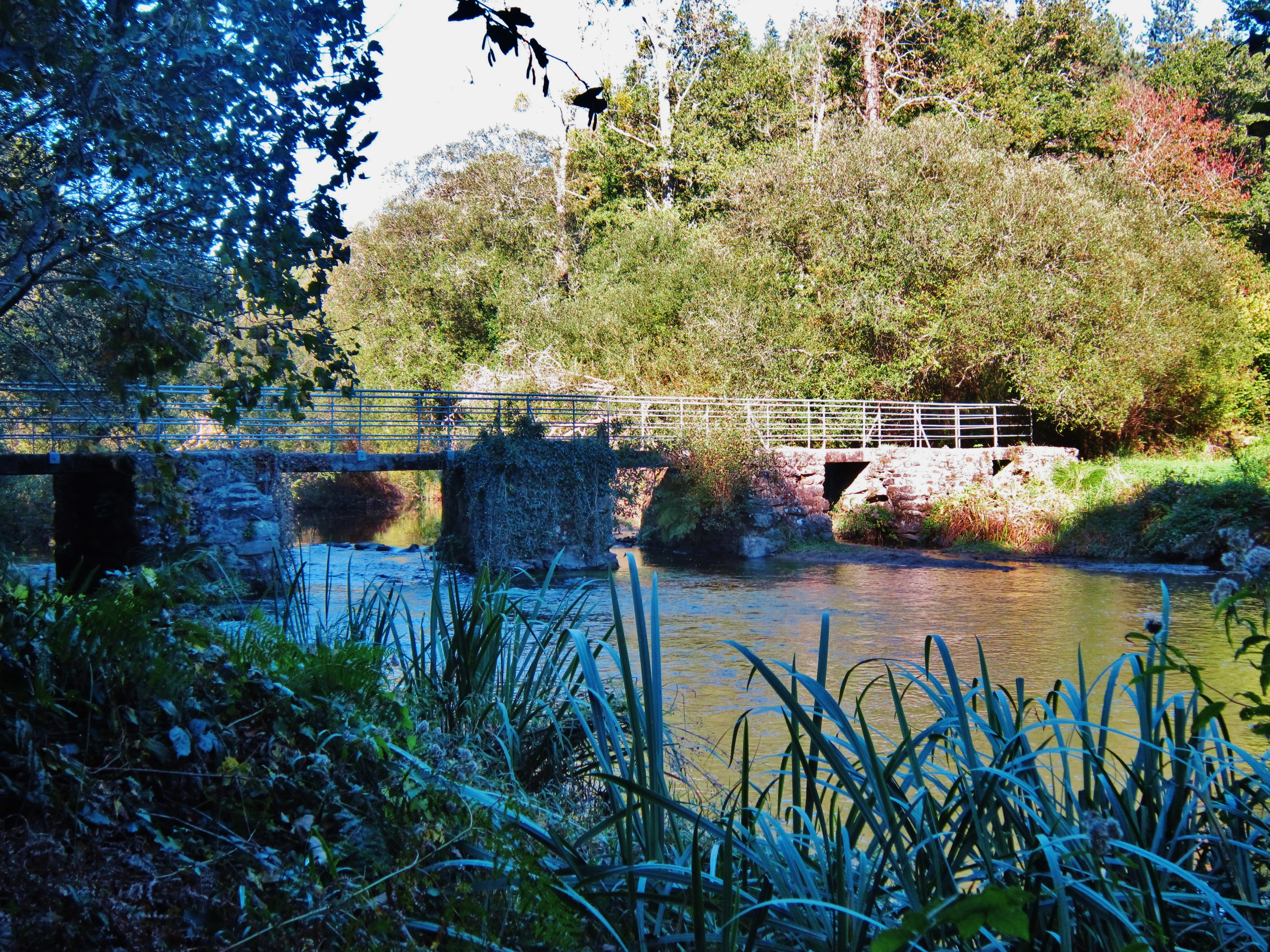
Le vieux pont sur l'Isole entre Mellac et Tréméven à hauteur des ruines du moulin de Pontégan.

Plusieurs ponts permettent de franchir le cours de l'Isole. Ils se nomment en partant de l'amont et en se dirigeant vers l'aval :
- Pont Ledan (traduction française = le large pont), entre Scaër et Guiscriff ;
- Pont Helec, entre Bannalec et Saint-Thurien ;
- Pont Croac'h, entre Mellac et Saint-Thurien ;
- Pont-ar-Scluz (le pont de l'écluse), entre Mellac et Querrien.
- Pontec Amour : ce pont fut construit à l'initiative d'un agriculteur du village de Quillioré (en Querrien) peu avant la Seconde Guerre mondiale dans le but de relier plus facilement son village à Quimperlé, mais ne fut jamais achevé en raison de la déclaration de guerre et laissé en l'état depuis.
- Cinq ponts en ville de Quimperlé en amont de la confluence avec l'Ellé pour former la Laïta.

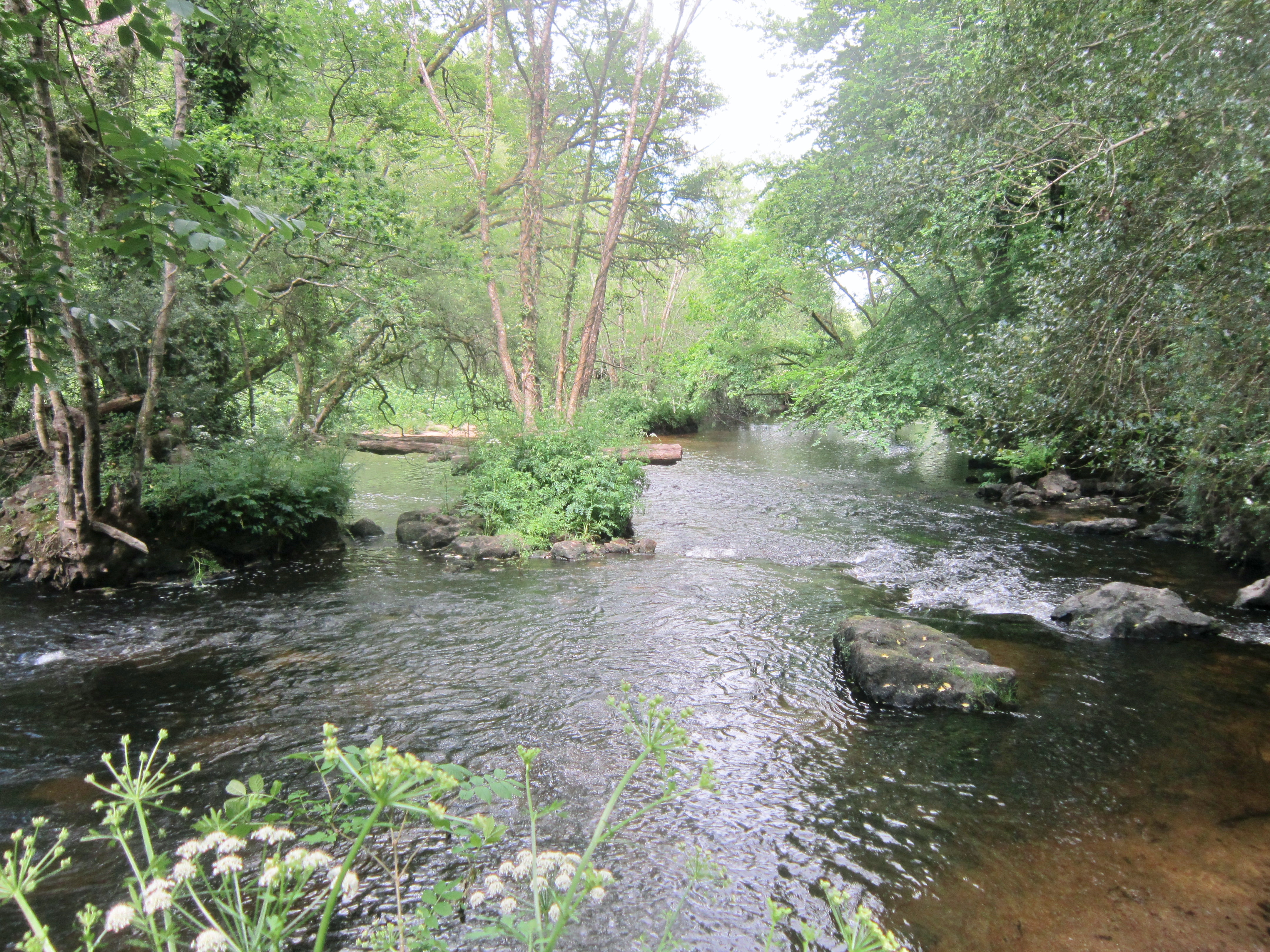
L'Isole non loin de la fontaine Saint-Cado (limite communale entre Bannalec et Saint-Thurien).
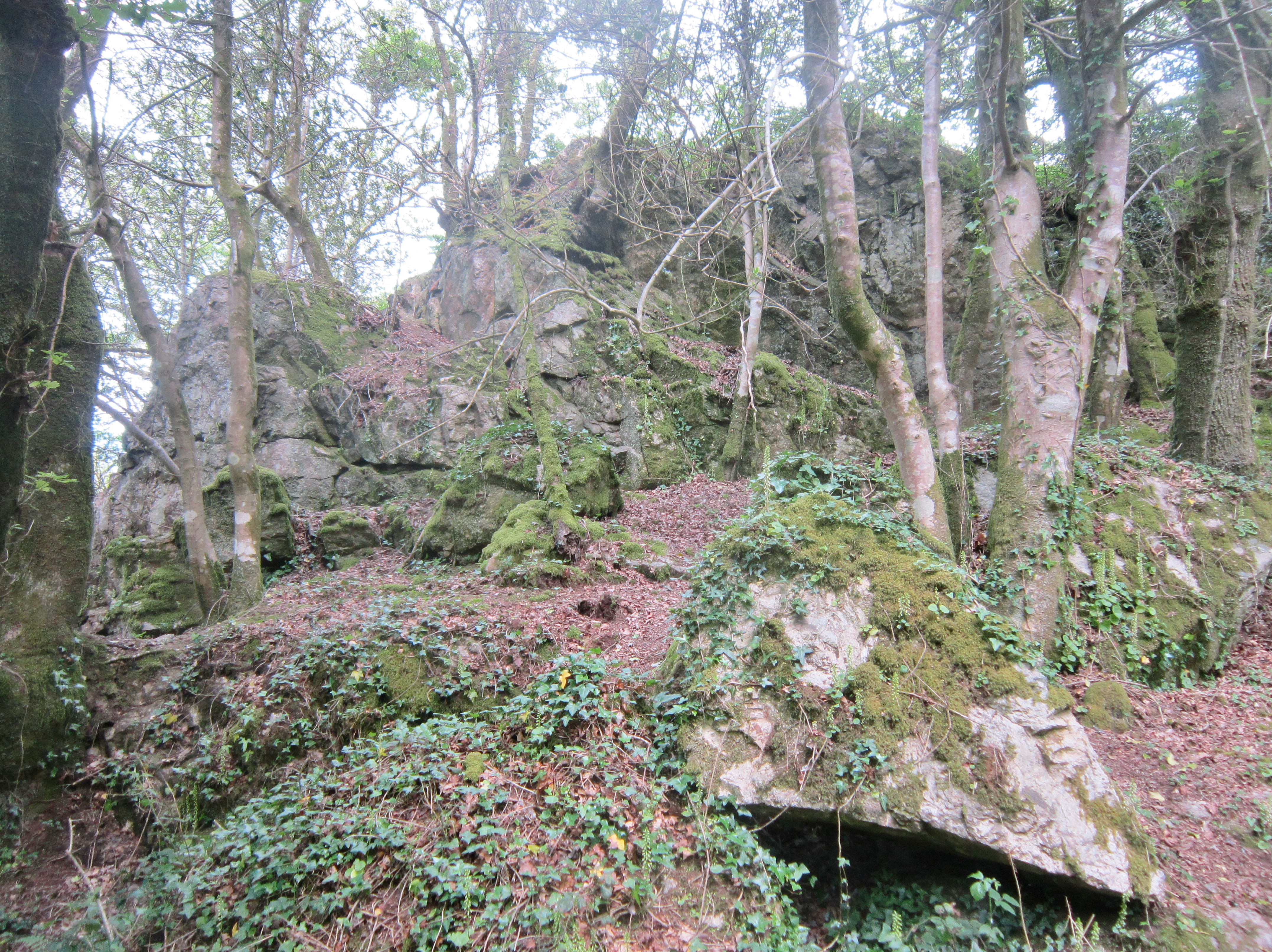
Rochers formant une falaise sur la rive droite de l'Isole (le long du sentier venant de la fontaine Saint-Cado).
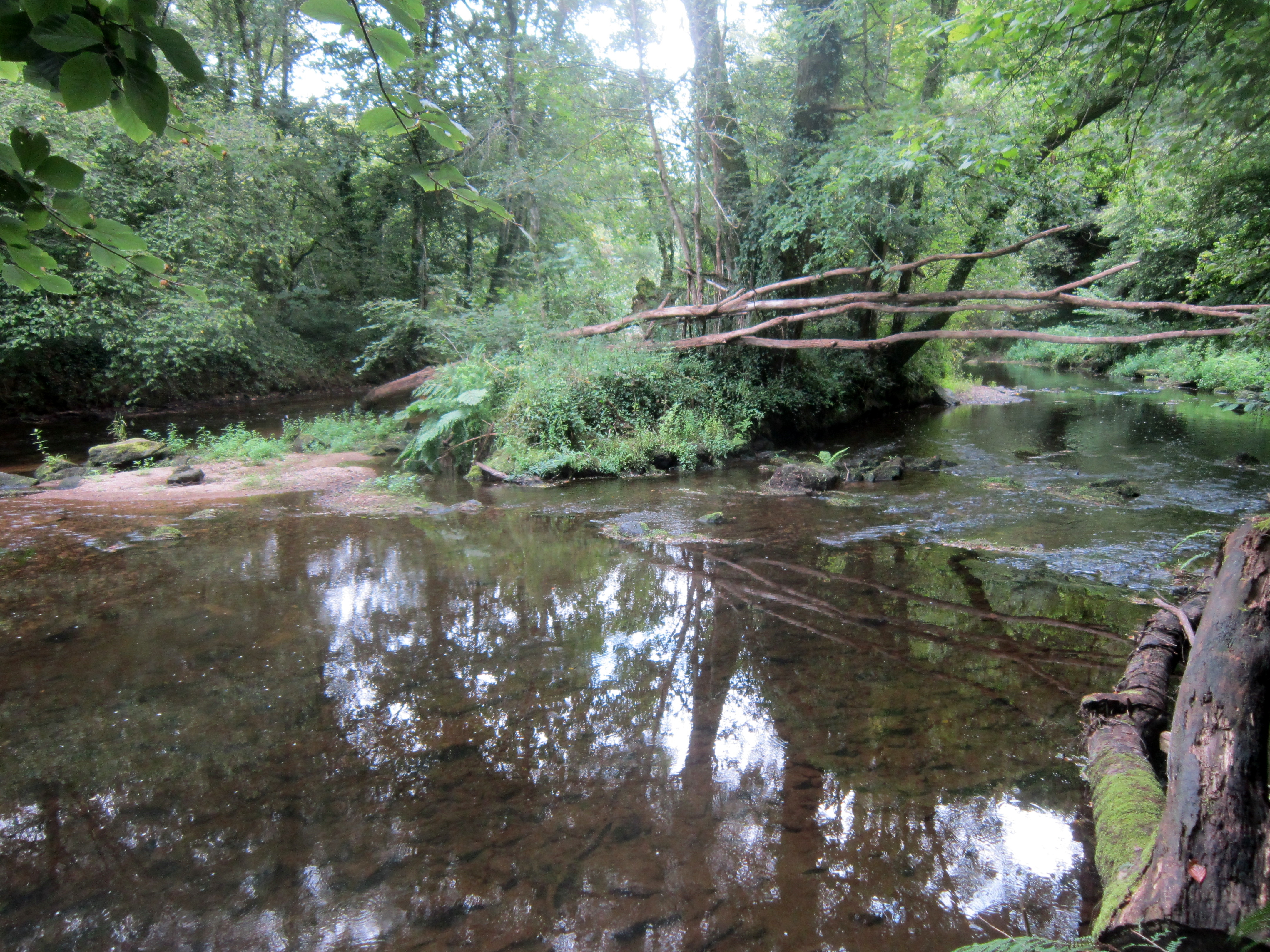
L'Isole près de Pontec Amour (entre Mellac et Querrien) : une rivière sauvage.
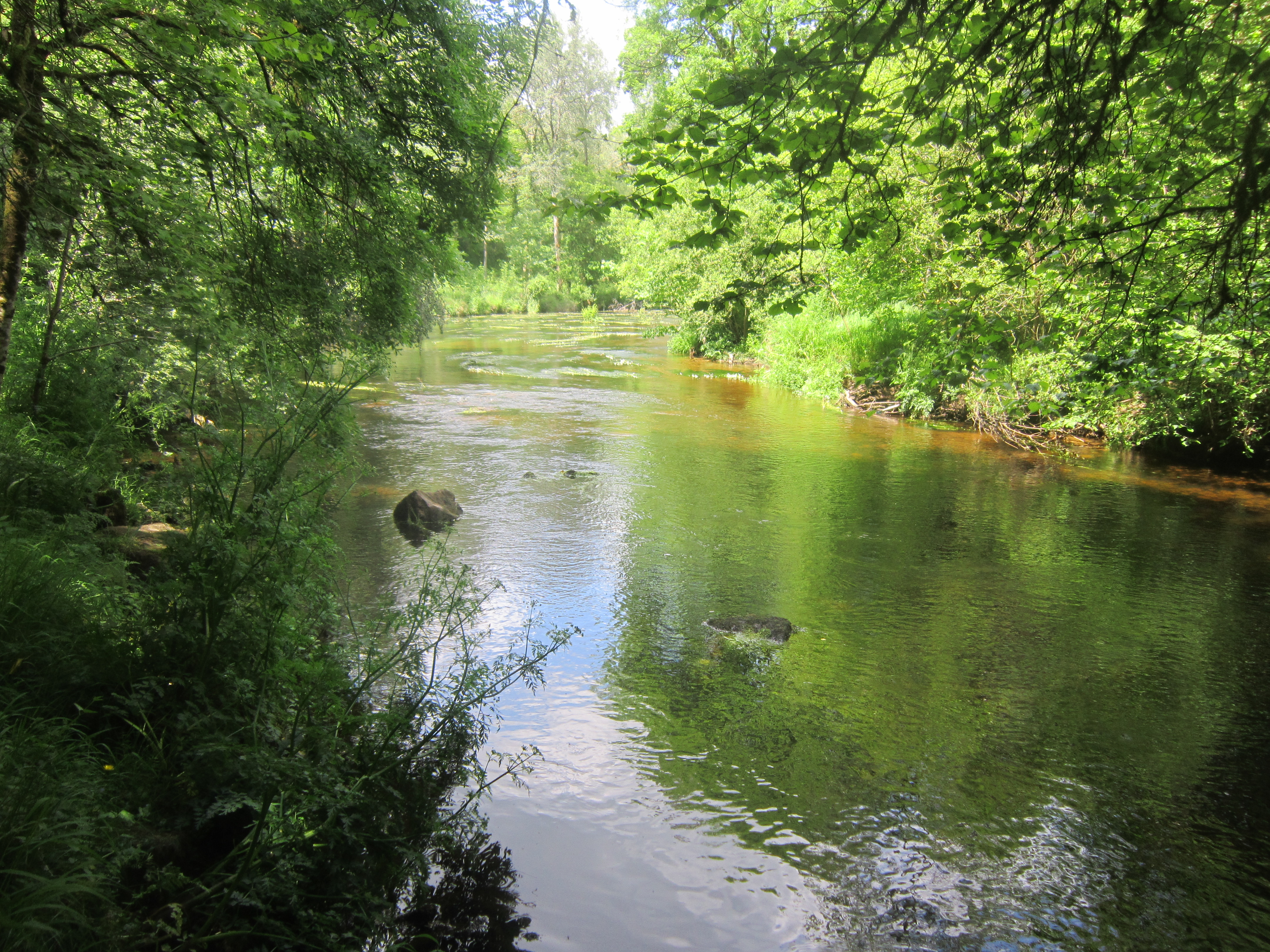
L'Isole riveraine de Mellac entre le Moulin Blanc et Pontec Amour.
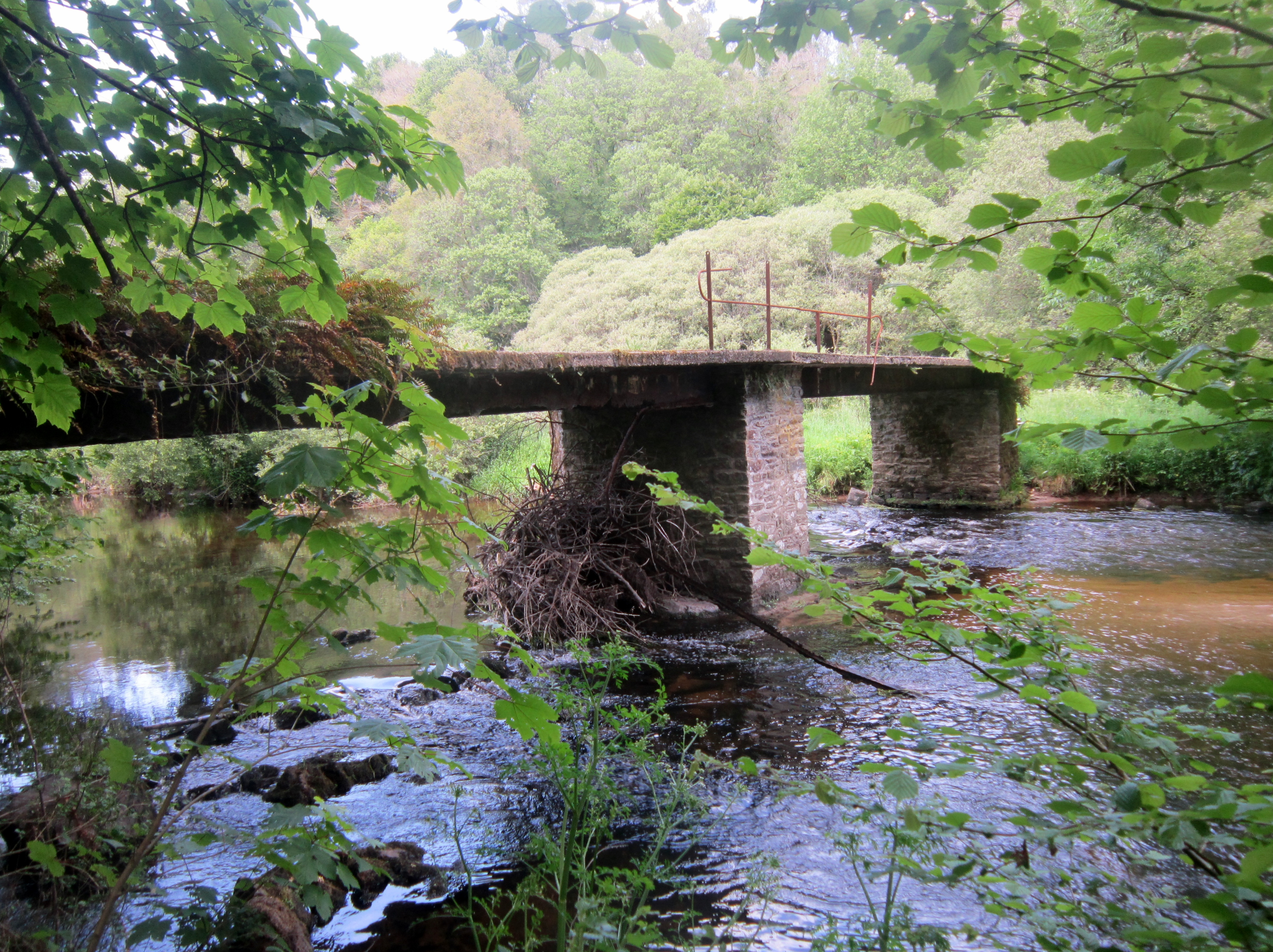
Pontec Amour ; ancien pont désaffecté sur l'Isole en aval du Pont Scluz entre Mellac et Querrien.
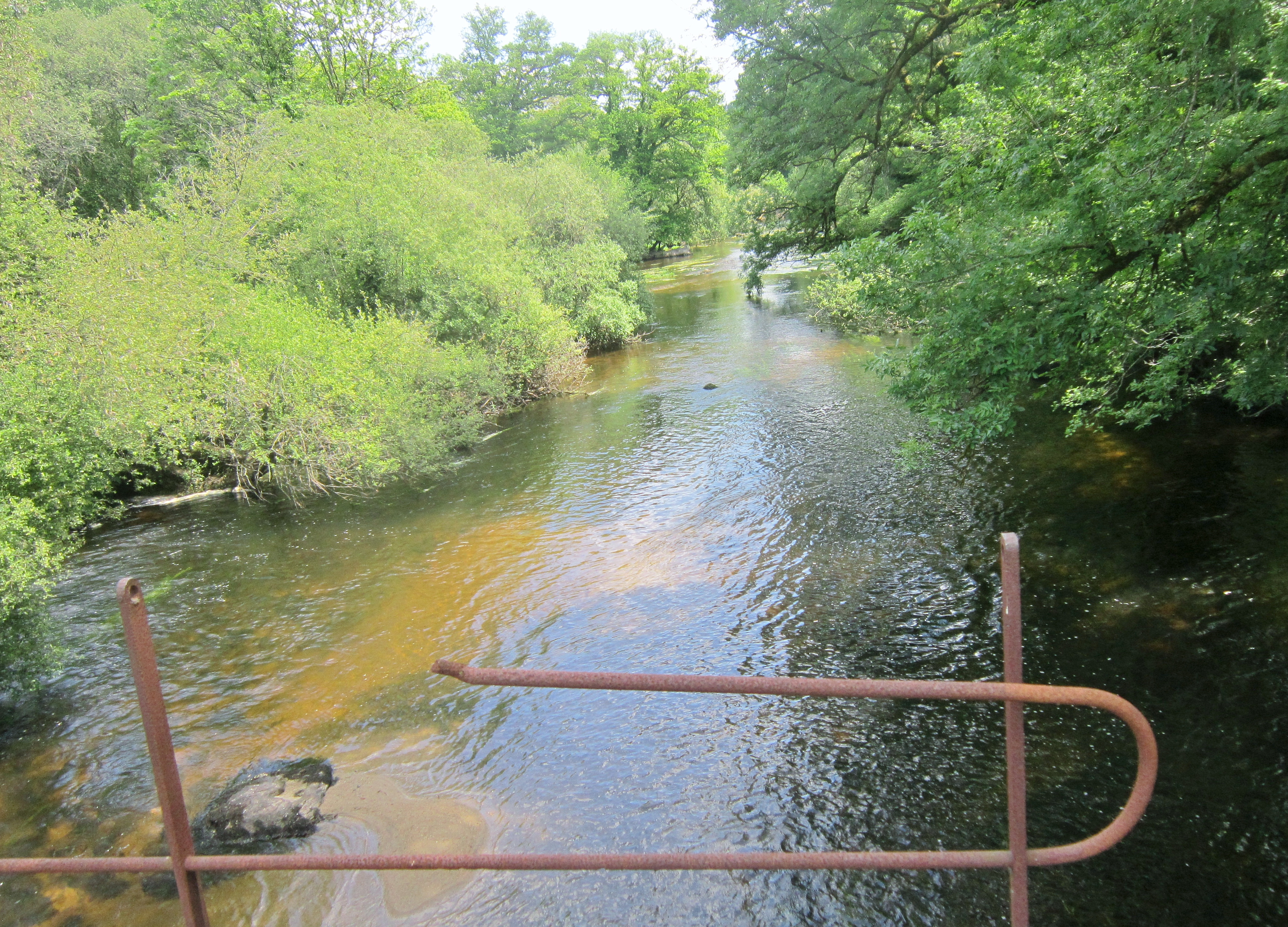
L'Isole (entre Mellac et Querrien) : vue vers l'aval depuis Pontec Amour.
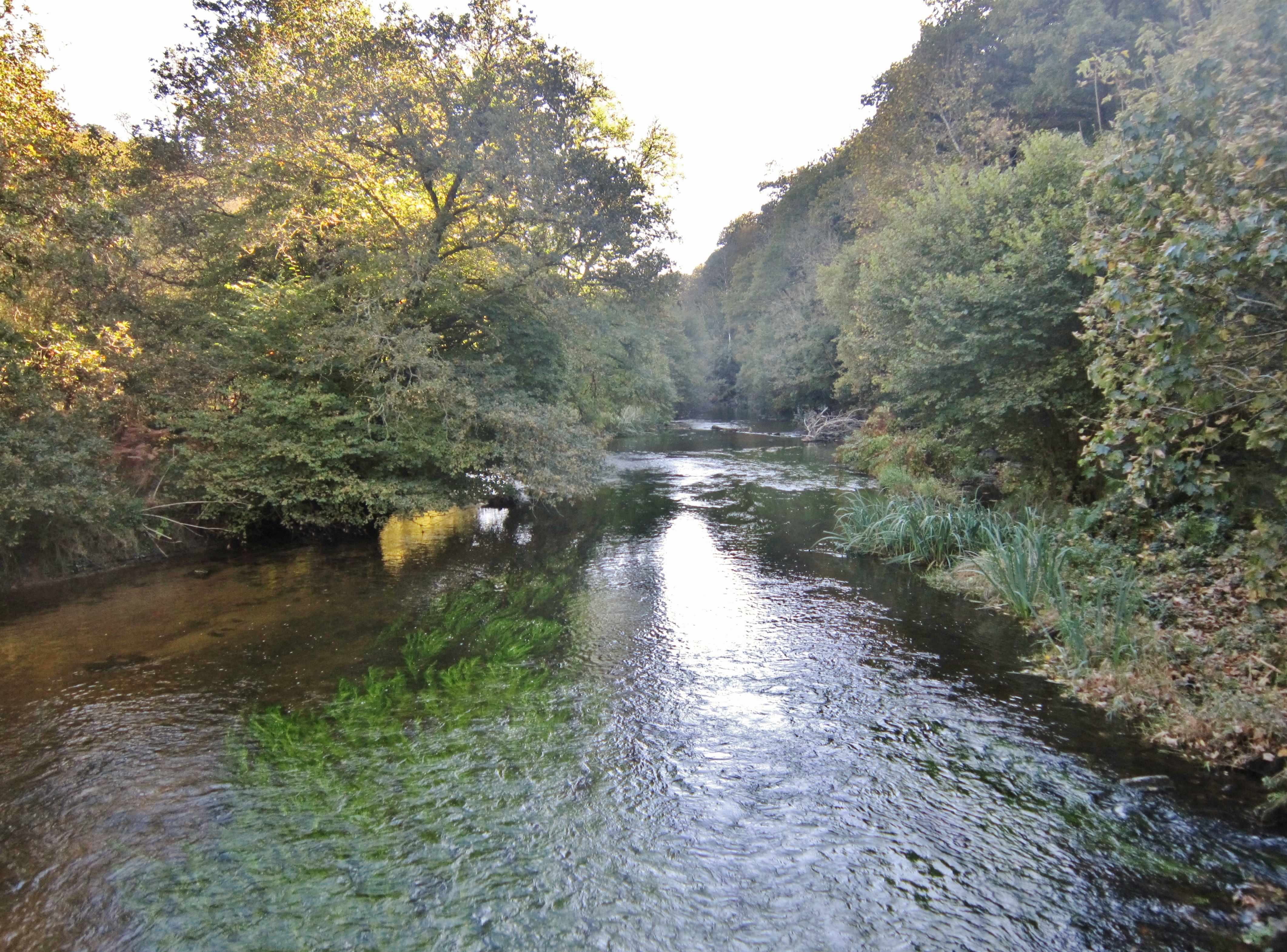
L'Isole entre Tréméven et Mellac près du Moulin Blanc : une rivière sauvage.
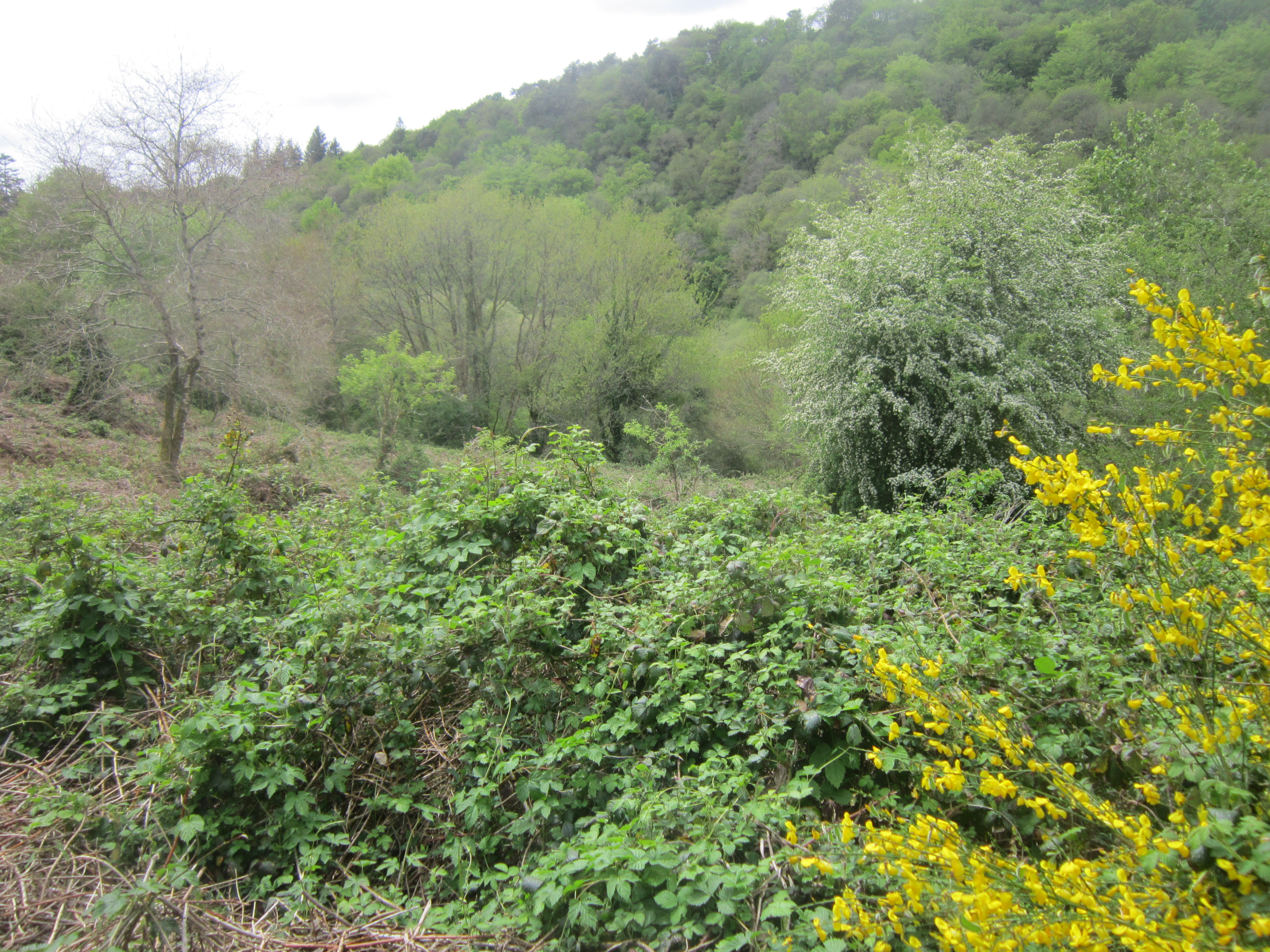
La vallée de l'Isole entre Tréméven et Mellac.

### Anciens moulins

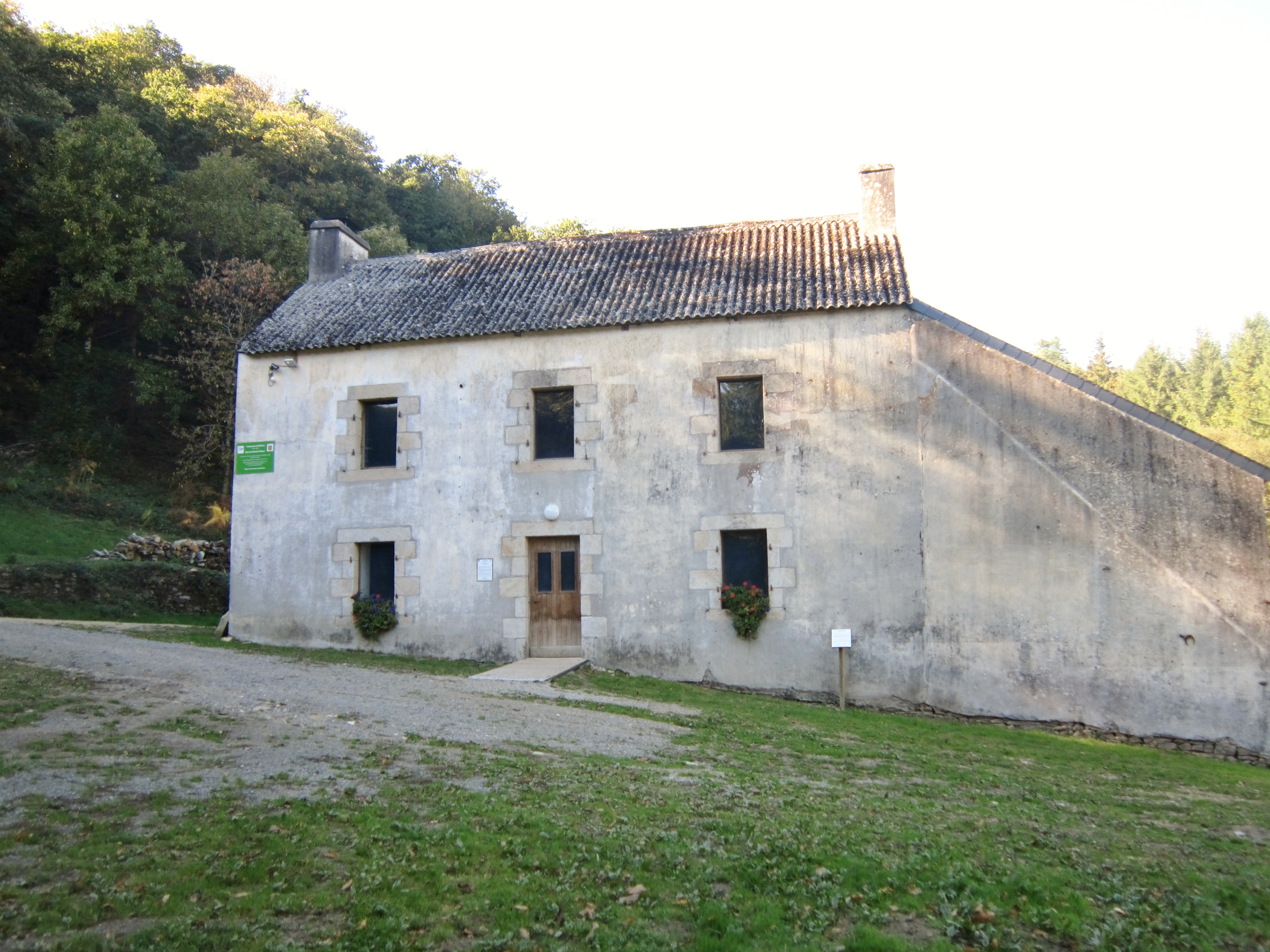
Moulin Blanc (rive droite de l'Isole, commune de Mellac).

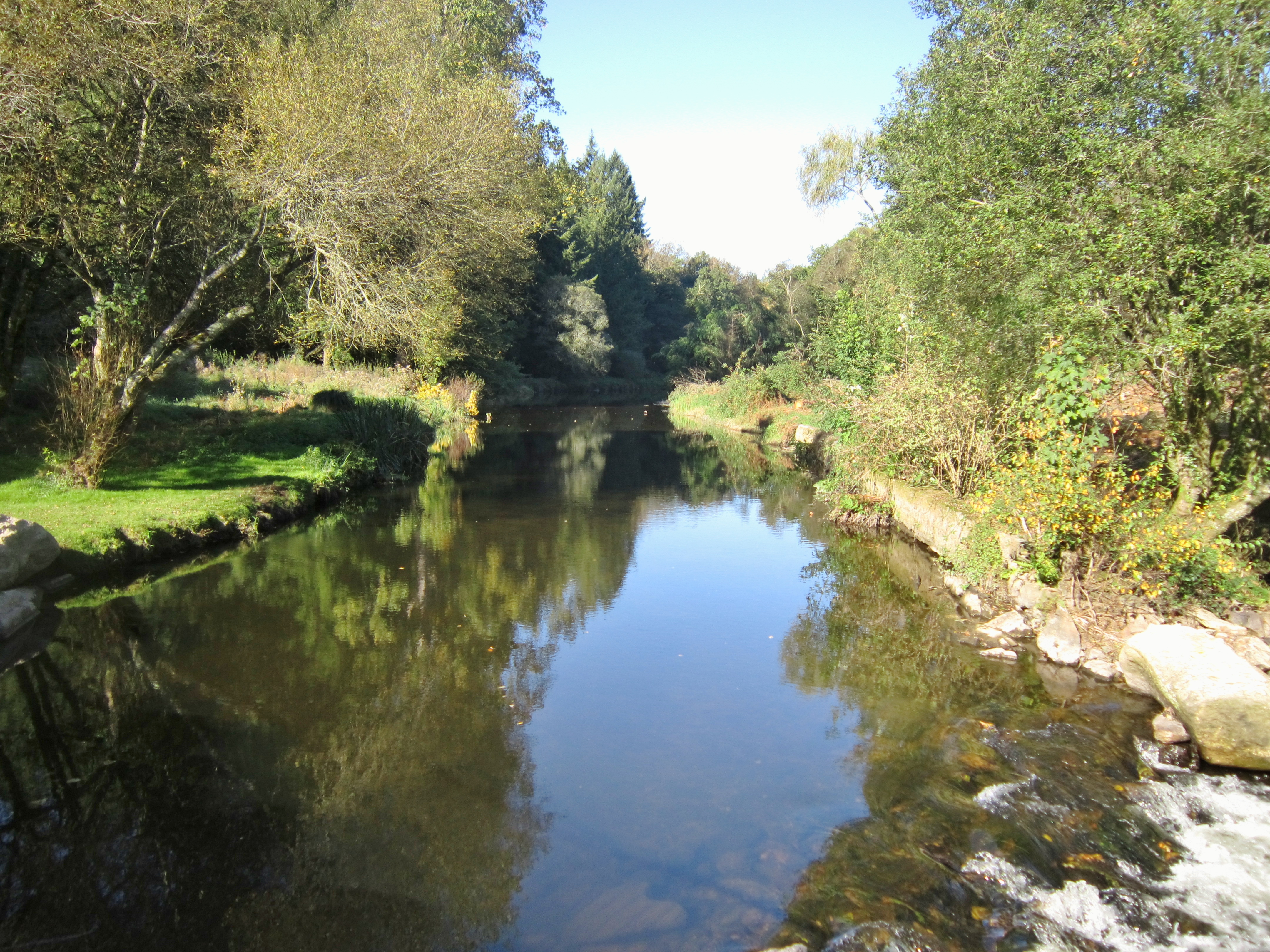
L'Isole juste en amont du Moulin Blanc.

Les eaux de l'Isole et de ses affluents animaient autrefois les roues de nombreux moulins qui ne sont plus en activité aujourd'hui : le moulin de Quérou, le moulin de Kerandréo et le moulin du Pont en Scaër ; le moulin de Saint-Éloi et le moulin de Pont-Croac'h à Saint-Thurien ; le moulin de Guelvit (= moulin de la Coudraie) à  Guiscriff ; le moulin de Livinot, le moulin Menec, le moulin de Kerchuz, le moulin de Pont Helec et le moulin de Lostevir à Bannalec ; le moulin de Kerlévéné, le moulin Moguel  le moulin de Stangzu à Querrien et le moulin de Pont ar Scluz à Mellac.

## Hydrologie
Le débit maximal instantané a été mesuré le 13 décembre 2000 à 5 h et était de 167 m3/s. Le débit maximal journalier a été mesuré le même jour et valait 152 m3/s. Ces valeurs sont nettement supérieures à celles calculées pour une crue cinquantennale (survenant en moyenne tous les 50 ans) qui sont respectivement égales à 97 m3/s et 73 m3/s. Le débit peut chuter théoriquement à 0,143 m3/s en cas de période cinquantennale sèche (étiage survenant en moyenne tous les 50 ans). Le débit minimum sur 3 jours consécutifs a été mesuré sur la période du 7 au 9 août 1976 et était de 0,077 m3/s. La lame d'eau écoulée dans son bassin versant annuellement présente une valeur assez élevée comparable à celles des autres bassins versants de l'extrémité occidentale de la péninsule. Elle est de 591 millimètres.

Les crues de la rivière Isole sont responsables, à l'instar de celles de la rivière Ellé, de nombreux dégâts dans la basse ville de Quimperlé. Ainsi le 29 octobre 1776, il est rapporté que :

« la perfide petite rivière Ysol,...un torrent d'une rapidité affreuse, après avoir culbuté des moulins et tous les petits gorets [barrages pour pêcher les poissons], déraciné des arbres, inondé une partie de Quimperlé, enleva le pont du moulin. »

## Tableaux

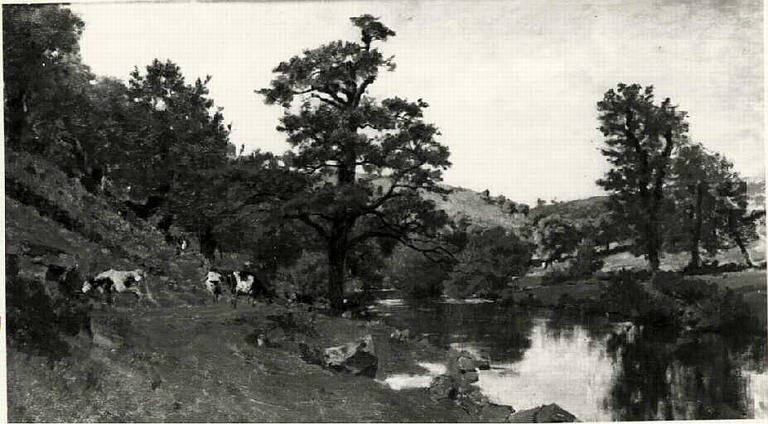
Camille Bernier : Les bords de l'Isole.

- Camille Bernier : Les bords de l'Isole.